# Hartmannbreen
De Hartmannbreen is een gletsjer op het eiland Edgeøya, dat deel uitmaakt van de Noorse eilandengroep Spitsbergen.
De gletsjer is vernoemd naar de Duits-Afrikaanse reiziger Robert Hartmann (1832-1893).

## Geografie
De gletsjer ligt op een schiereiland in het uiterste zuiden van het eiland. Hij is noordwest-zuidoost georiënteerd en heeft een lengte van ongeveer vier kilometer. De Hartmannbreen mondt via gletsjerrivieren in het oosten uit in de Barentszzee.
Ongeveer zes kilometer noordelijker ligt Kvitkåpa.